# August Böck
August Böck (* 23. April 1937 in Kaltenberg, Landkreis Landsberg am Lech) ist ein deutscher Biochemiker und Mikrobiologe.

## Werdegang
Böck studierte Biologie und Chemie an der Ludwig-Maximilians-Universität München, wo er bei Werner Rau promoviert wurde und sich (nach einem Forschungsaufenthalt in den USA) habilitierte. 1971 wurde er Professor für Mikrobiologie an der Universität Regensburg und ab 1978 Professor am Institut für Genetik (ab 1991 am Institut für Mikrobiologie) der Ludwig-Maximilians-Universität München, wo er 2002 emeritierte.
Er ist Mitglied der Bayerischen Akademie der Wissenschaften, der Akademie der Wissenschaften zu Göttingen und der Leopoldina (seit 1988).
Böck untersuchte Selen- und Nickel-haltige Proteine bei E. coli und die Mechanismen ihrer Biosynthese. Dabei fand er auch neue Erkenntnisse über den genetischen Code von Bakterien. Er entdeckte, dass das Codon UGA je nach vorhergehender DNA-Sequenz verschieden gelesen wird – es ist üblicherweise ein Stoppsignal bei der Translation der mRNA, kann aber auch für den Einbau der seltenen Aminosäure Selenocystein kodieren.

## Ehrungen
- 1986: Preis der Deutschen Gesellschaft für Hygiene und Mikrobiologie
- 1994: Verdienstkreuz 1. Klasse der Bundesrepublik Deutschland
- 1994: Osborne and Mendel Award der American Society for Experimental Biology
- 1995: Otto-Warburg-Medaille
- 1999: Bayerischer Verdienstorden
- 2005: Ehrendoktor der ETH Zürich
- 2007: Gregor-Mendel-Medaille der Leopoldina
- 2014: Bayerischer Maximiliansorden für Wissenschaft und Kunst